# Seguridad Social
|  | Aquest article tracta sobre el grup de rock espanyol. Si cerqueu l'entitat que garanteix l'assistència i prestacions socials suficients davant situacions de necessitat, vegeu «seguretat social». |

Seguridad Social és un grup de música valencià de rock. Va nàixer el 1982 entre Benetússer i Alfafar (a l'Horta Sud), municipis d'on procedeixen els seus integrants que continuen estant liderats pel seu cantant José Manuel Casañ, únic supervivent d'aquells primers anys. Seguridad Social compta amb un repertori majoritàriament en castellà, tot i que també han gravat algun tema en valencià com "Sóc Mediterrani" amb la col·laboració de Miquel Gil.
La primera etapa, el grup va prendre un caràcter provocador amb un estil de música punk, es prolongà durant huit anys i quatre LP's amb títols com "Mata a un jubilado", "Luci es una zorra", "Eres una estúpida" o "Konsspiración". en aquesta etapa també apareixen dues de les cançons més conegudes del grup: "Comerranas" (amb ritme ska aparegut al disc "En Desconcierto", 1984) i "Que te voy a dar" (d'estil proper al crossover aparegut al disc "Vino, tabaco y caramelos").
El 1991 enceta una nova etapa amb la incorporació de nous músics (Rafa Villalba a la bateria i el baixista Emilio) i la inclusió de nous estils musicals. El mateix any publiquen l'àlbum "Que no se extinga la llama" en el qual aconsegueixen el major nombre de discos venuts del grup: 100.000 còpies. En aquest mesclen el reggae i la rumba amb el rock i el pop amb temes que han guanyat força popularitat com "Chiquilla", "¡Ay Tenochtitlán!" o "Sólo tú". Amb l'àlbum "Furia Latina", aparegut el 1993, continuarien amb el mestissatge ara amb la salsa i els boleros amb èxits com "Quiero tener tu presencia", sintonia d'un anunci de televisió.
Als anys següents continuaren el seu recorregut amb diversos discos gravats en directe i un recopilatori, però seria en 1996 quan publiquen la versió de la cançó "Un beso y una flor" i retornen a la primera plana del panorama musica espanyol. Aleshores el grup estava format solament per José Manuel Casañ que es feia acompanyar de col·laboradors habituals i amics. En aquesta nova etapa també enregistra el tema "Acuarela" (del brasiler Toquinho)
En els darrers anys ha publicat diversos recopilatoris de música pròpia, així com de versions de clàssics del rock i un disc homenatge al cantant valencià dels anys 60 Bruno Lomas.

## Discografia
Casset
- 1982 - Konsspiración (Maqueta)

LP
- 1983 - Eres Una Estúpida
- 1984 - Comerranas
- 1984 - No Es Fácil Ser Dios
- 1984 - En Desconcierto (en directe)
- 1985 - Sólo Para Locos
- 1986 - Las Chicas Del Mañana
- 1987 - La Explosión De Los Pastelitos De Merengue -
- 1988 - Vino, Tabaco Y Caramelos
- 1990 - Introglicerina
- 1993 - Furia Latina

CD
- 1990 - Introglicerina (reeditat)
- 1991 - ¡Qué No Se Extinga La Llama! (reeditat)
- 1991 - Vino, Tabaco Y Caramelos (reeditat)
- 1993 - Furia Latina
- 1994 - Compromiso (en directe)
- 1994 - De Amor (en directe)
- 1995 - Sólo Para Locos (Recopilatori del primers EP's)
- 1996 - Un Beso Y Una Flor
- 1997 - En La Boca Del Volcán
- 1999 - Camino Vertical
- 2000 - Va Por Ti
- 2001 - El Viajero (Recopilatori CD + Llibre)
- 2002 - Grandes Éxitos (Recopilatori CD + DVD)
- 2003 - Otros Mares
- 2005 - Puerto Escondido
- 2006 - Furia Latina + ¡Qué No Se Extinga La Llama! (Doble CD)
- 2006 - Compromiso + De Amor (En directe)
- 2007 - 25 Años De Rock&Roll (Doble CD + DVD recopilatori)
- 2009 - Clásicos Del Futuro (Doble CD)